# Walther Graeßner
Walther Graeßner (31 de enero de 1891 - 16 de julio de 1943) fue un general alemán en la Wehrmacht durante la II Guerra Mundial que comandó el XII Cuerpo de Ejército. Fue condecorado con la Cruz de Caballero de la Cruz de Hierro. Graeßner fue herido a mediados de febrero y murió posteriormente de sus heridas el 16 de julio de 1943.

## Condecoraciones
- Cruz de Caballero de la Cruz de Hierro el 27 de octubre de 1941 como Generalleutnant y comandante de la 298. Infanterie-Division[1]